# 1960-as sakkolimpia
A 14. sakkolimpia 1960. október 26. és november 9. között a Német Demokratikus Köztársaságban, Lipcsében került megrendezésre. Helyszíne a Ring-Messehaus kiállítási csarnok volt, ahol a versennyel egyidejűleg nagyszabású kiállítást is tartottak „Chess in the Fields of History" (A sakk a történelemben) címmel. A verseny nagy érdeklődést keltett, minden nap több mint 10 000 érdeklődőt vonzott.

## A résztvevők

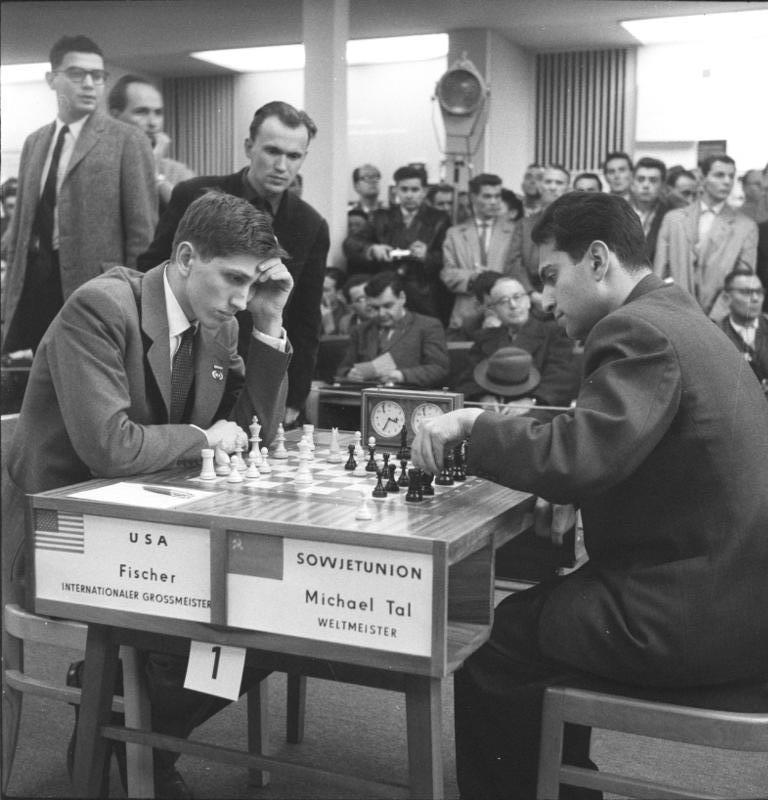
Fischer és Tal egymás ellen a lipcsei sakkolimpián

Az eseményen 40 ország vett részt, 232 versenyzővel, mindkét szám rekordot jelentett a hivatalos és a nemhivatalos sakkolimpiák történetében is. A mezőny erősségét a megjelent 26 nemzetközi nagymester és 37 nemzetközi mester jelzi.
A szovjet csapat ezúttal is kimagaslóan erős összeállításban, a világ élvonalát jelentő hat nemzetközi nagymesterrel állt ki. Az éltáblán a friss világbajnok Mihail Tal, a második táblán  Mihail Botvinnik exvilágbajnok. A harmadik táblán Paul Keres, a negyediken az első olmipiáján szereplő Viktor Korcsnoj. Az exvilágbajnok Vaszilij Szmiszlovnak ezúttal csak az első tartalék helye jutott, míg a másik tartalék a későbbi világbajnok Tigran Petroszján volt. Nem véletlenül voltak ezúttal is ők a verseny favoritjai, és a várakozásnak megfelelve nagy előnnyel nyerték ezúttal is a versenyt.
A szovjet csapat klasszisai mellett a legnagyobb érdeklődés az amerikaiak éltáblása, a 17 éves Bobby Fischer iránt mutatkozott, akinek ez volt első bemutatkozása sakkolimpián.
A szovjetek mögött a dobogóra esélyesek között tartották számon a jugoszláv, a magyar és az amerikai válogatottat.
A csapatok 6 főt nevezhettek, akik közül egyidejűleg négy játszott. Meg kellett adni a játékosok közötti erősorrendet, és az egyes fordulókban ennek megfelelően ülhettek le a táblákhoz. Ez lehetővé tette, hogy táblánként állapítsák meg és hirdessék ki a legjobb egyéni eredményt elérőket.

## A verseny lefolyása
A 40 csapatot 4 elődöntő csoportba sorsolták, amelyekből az első három helyezett jutott az „A” döntőbe, a 4–6. helyezett a „B” döntő, a többiek a „C” döntő mezőnyét alkották.
A verseny az elődöntőben, valamint az „A” és a „B” döntőben körmérkőzéses formában zajlott, míg a „C” döntő 11 fordulós svájci rendszerben került megrendezésre, így minden csapat azonos számú mérkőzést játszott. A csapat eredményét az egyes versenyzők által megszerzett pontok alapján számolták. Holtverseny esetén vették csak figyelembe a csapateredményeket, ahol a csapatgyőzelem 2 pontot, a döntetlen 1 pontot ért. A játszmákban 2 óra 30 perc állt rendelkezésre 40 lépés megtételéhez, majd további óránként 16 lépést kellett megtenni.
A versenyt meggyőző fölénnyel, immár sorban ötödször a címvédő szovjet csapat nyerte az Amerikai Egyesült Államok és Jugoszlávia előtt. A szovjet csapat mind a 20 mérkőzését megnyerte, ezzel megismételte a magyar válogatott 1936-os olimpián felállított rekordját. Az egész olimpián mindössze egy játszmában szenvedtek vereséget, aminek érdekessége, hogy éppen a világbajnok Mihail Tal volt a szenvedő fél. A hat játékosuk mindegyike egyéni érmes lett, közülük négyen aranyérmesek.
Magyarország a három dobogóstól leszakadva a nagyon szoros középmezőny élén a 4. helyen végzett. Játékosaink közül Kluger Gyula teljesítményét kell kiemelni, aki a 2. tartalékok között egyéni bronzérmet szerzett.

## A verseny eredményei

### Elődöntők
| Döntő | Ország        | 1  | 2 | 3  | 4  | 5  | 6  | 7  | 8  | 9  | 10 |  | + | − | = | Pont |
| ----- | ------------- | -- | - | -- | -- | -- | -- | -- | -- | -- | -- |  | - | - | - | ---- |
| «A»   | Bulgária      |    | 2 | 2  | 3  | 3½ | 2½ | 3  | 3½ | 4  | 3½ |  | 7 | 0 | 2 | 27   |
| «A»   | Jugoszlávia   | 2  |   | 2  | 2  | 3  | 2  | 3  | 4  | 4  | 4  |  | 5 | 0 | 4 | 26   |
| «A»   | NDK           | 2  | 2 |    | 2½ | 3½ | 3  | 2  | 3  | 4  | 3  |  | 6 | 0 | 3 | 25   |
| «B»   | Norvégia      | 1  | 2 | 1½ |    | 1  | 2  | 2  | 4  | 3  | 4  |  | 3 | 3 | 3 | 20½  |
| «B»   | Finnország    | ½  | 1 | ½  | 3  |    | 2½ | 2½ | 3  | 2½ | 4  |  | 6 | 3 | 0 | 19½  |
| «B»   | Izrael        | 1½ | 2 | 1  | 2  | 1½ |    | 1½ | 2½ | 3  | 4  |  | 3 | 4 | 2 | 19   |
| «C»   | Indonézia     | 1  | 1 | 2  | 2  | 1½ | 2½ |    | 1½ | 3  | 4  |  | 3 | 4 | 2 | 18½  |
| «C»   | Franciaország | ½  | 0 | 1  | 0  | 1  | 1½ | 2½ |    | 1  | 3½ |  | 2 | 7 | 0 | 11   |
| «C»   | Albánia       | 0  | 0 | 0  | 1  | 1½ | 1  | 1  | 3  |    | 3  |  | 2 | 7 | 0 | 10½  |
| «C»   | Málta         | ½  | 0 | 1  | 0  | 0  | 0  | 0  | ½  | 1  |    |  | 0 | 9 | 0 | 3    |

| Döntő | Ország         | 1 | 2  | 3  | 4  | 5  | 6  | 7  | 8  | 9  | 10 |  | + | − | = | Pont |
| ----- | -------------- | - | -- | -- | -- | -- | -- | -- | -- | -- | -- |  | - | - | - | ---- |
| «A»   | Szovjetunió    |   | 3½ | 3  | 3½ | 3½ | 4  | 3½ | 3  | 4  | 4  |  | 9 | 0 | 0 | 32   |
| «A»   | Argentína      | ½ |    | 3½ | 3  | 1½ | 2  | 3½ | 3  | 4  | 4  |  | 6 | 2 | 1 | 25   |
| «A»   | Hollandia      | 1 | ½  |    | 1½ | 3½ | 2½ | 3½ | 3½ | 3½ | 4  |  | 6 | 3 | 0 | 23½  |
| «B»   | Lengyelország  | ½ | 1  | 2½ |    | 2½ | 3½ | 3  | 3  | 2  | 3½ |  | 6 | 2 | 1 | 21½  |
| «B»   | Ausztria       | ½ | 2½ | ½  | 1½ |    | 3½ | 2  | 1  | 3½ | 4  |  | 4 | 4 | 1 | 19   |
| «B»   | India          | 0 | 2  | 1½ | ½  | ½  |    | 2½ | 2½ | 2  | 4  |  | 3 | 4 | 2 | 15½  |
| «C»   | Portugália     | ½ | ½  | ½  | 1  | 2  | 1½ |    | 3  | 2  | 3½ |  | 2 | 5 | 2 | 14½  |
| «C»   | Fülöp-szigetek | 1 | 1  | ½  | 1  | 3  | 1½ | 1  |    | 2½ | 2  |  | 2 | 6 | 1 | 13½  |
| «C»   | Olaszország    | 0 | 0  | ½  | 2  | ½  | 2  | 2  | 1½ |    | 3½ |  | 1 | 5 | 3 | 12   |
| «C»   | Monaco         | 0 | 0  | 0  | ½  | 0  | 0  | ½  | 2  | ½  |    |  | 0 | 8 | 1 | 3½   |

| Döntő | Ország        | 1  | 2  | 3  | 4 | 5  | 6  | 7  | 8  | 9  | 10 |  | + | − | = | Pont |
| ----- | ------------- | -- | -- | -- | - | -- | -- | -- | -- | -- | -- |  | - | - | - | ---- |
| «A»   | Anglia        |    | 2½ | 1½ | 2 | 3½ | 3½ | 3  | 4  | 4  | 4  |  | 7 | 1 | 1 | 28   |
| «A»   | Csehszlovákia | 1½ |    | 2  | 4 | 3½ | 3½ | 2½ | 3½ | 3½ | 4  |  | 7 | 1 | 1 | 28   |
| «A»   | Magyarország  | 2½ | 2  |    | 3 | 2½ | 3½ | 3  | 3  | 3½ | 4  |  | 8 | 0 | 1 | 27   |
| «B»   | Svédország    | 2  | 0  | 1  |   | 2  | 3½ | 3½ | 4  | 3  | 4  |  | 5 | 2 | 2 | 23   |
| «B»   | Dánia         | ½  | ½  | 1½ | 2 |    | 1½ | 3½ | 0  | 3  | 4  |  | 3 | 5 | 1 | 16½  |
| «B»   | Izland        | ½  | ½  | ½  | ½ | 2½ |    | 2½ | 3  | 3  | 3  |  | 5 | 4 | 0 | 16   |
| «C»   | Mongólia      | 1  | 1½ | 1  | ½ | ½  | 1½ |    | 3  | 3½ | 3  |  | 3 | 6 | 0 | 15½  |
| «C»   | Tunézia       | 0  | ½  | 1  | 0 | 4  | 1  | 1  |    | 2½ | 4  |  | 3 | 6 | 0 | 14   |
| «C»   | Görögország   | 0  | ½  | ½  | 1 | 1  | 1  | ½  | 1½ |    | 1  |  | 0 | 0 | 9 | 7    |
| «C»   | Bolívia       | 0  | 0  | 0  | 0 | 0  | 1  | 1  | 0  | 3  |    |  | 1 | 8 | 0 | 5    |

| Döntő | Ország                    | 1  | 2  | 3  | 4  | 5  | 6  | 7  | 8  | 9  | 10 |  | + | − | = | Pont |
| ----- | ------------------------- | -- | -- | -- | -- | -- | -- | -- | -- | -- | -- |  | - | - | - | ---- |
| «A»   | Amerikai Egyesült Államok |    | 2½ | 3  | 2½ | 4  | 3  | 3½ | 2½ | 4  | 4  |  | 9 | 0 | 0 | 29   |
| «A»   | NSZK                      | 1½ |    | 1½ | 2  | 3  | 3  | 2½ | 4  | 4  | 4  |  | 6 | 2 | 1 | 25½  |
| «A»   | Románia                   | 1  | 2½ |    | 2  | 1  | 3  | 2½ | 4  | 4  | 4  |  | 6 | 2 | 1 | 24   |
| «B»   | Spanyolország             | 1½ | 2  | 2  |    | 2  | 3  | 2  | 4  | 3½ | 3½ |  | 4 | 1 | 4 | 23½  |
| «B»   | Chile                     | 0  | 1  | 3  | 2  |    | 2½ | 2½ | 3½ | 3½ | 4  |  | 6 | 2 | 1 | 22   |
| «B»   | Kuba                      | 1  | 1  | 1  | 1  | 1½ |    | 3  | 2½ | 4  | 4  |  | 4 | 5 | 0 | 19   |
| «C»   | Belgium                   | ½  | 1½ | 1½ | 2  | 1½ | 1  |    | 2  | 3  | 4  |  | 2 | 5 | 2 | 17   |
| «C»   | Ecuador                   | 1½ | 0  | 0  | 0  | ½  | 1½ | 2  |    | 3½ | 3  |  | 2 | 6 | 1 | 12   |
| «C»   | Írország                  | 0  | 0  | 0  | ½  | ½  | 0  | 1  | ½  |    | 3½ |  | 1 | 8 | 0 | 6    |
| «C»   | Libanon                   | 0  | 0  | 0  | ½  | 0  | 0  | 0  | 1  | ½  |    |  | 0 | 9 | 0 | 2    |

### Az „A” döntő végeredménye
| H. | Ország                    | 1  | 2  | 3  | 4  | 5  | 6  | 7  | 8  | 9  | 10 | 11 | 12 |  | +  | − | = | Pont |
| -- | ------------------------- | -- | -- | -- | -- | -- | -- | -- | -- | -- | -- | -- | -- |  | -- | - | - | ---- |
| 1  | Szovjetunió               |    | 2½ | 2½ | 3½ | 3  | 4  | 3½ | 3½ | 3  | 2½ | 3  | 3  |  | 11 | 0 | 0 | 34   |
| 2  | Amerikai Egyesült Államok | 1½ |    | 2½ | 2½ | 1½ | 3½ | 2½ | 2½ | 3½ | 3½ | 3½ | 2  |  | 8  | 2 | 1 | 29   |
| 3  | Jugoszlávia               | 1½ | 1½ |    | 2½ | 3  | 2½ | 2½ | 2½ | 2  | 3  | 3½ | 2½ |  | 8  | 2 | 1 | 27   |
| 4  | Magyarország              | ½  | 1½ | 1½ |    | 1½ | 2  | 2  | 3½ | 2½ | 2½ | 2½ | 2½ |  | 5  | 4 | 2 | 22½  |
| 5  | Csehszlovákia             | 1  | 2½ | 1  | 2½ |    | 2  | 2  | 2½ | 2  | 2  | 1½ | 2½ |  | 4  | 3 | 4 | 21½  |
| 6  | Bulgária                  | 0  | ½  | 1½ | 2  | 2  |    | 2  | 2  | 2  | 3  | 4  | 2  |  | 2  | 3 | 6 | 21   |
| 7  | Argentína                 | ½  | 1½ | 1½ | 2  | 2  | 2  |    | 2  | 2  | 2½ | 2  | 2½ |  | 2  | 3 | 6 | 20½  |
| 8  | NSZK                      | ½  | 1½ | 1½ | ½  | 1½ | 2  | 2  |    | 2  | 3  | 2  | 3  |  | 2  | 5 | 4 | 19½  |
| 9  | NDK                       | 1  | ½  | 2  | 1½ | 2  | 2  | 2  | 2  |    | 1½ | 1  | 3½ |  | 1  | 5 | 5 | 19   |
| 10 | Hollandia                 | 1½ | ½  | 1  | 1½ | 2  | 1  | 1½ | 1  | 2½ |    | 2½ | 2  |  | 2  | 7 | 2 | 17   |
| 11 | Románia                   | 1  | ½  | ½  | 1½ | 2½ | 0  | 2  | 2  | 3  | 1½ |    | 2  |  | 2  | 6 | 3 | 16½  |
| 12 | Anglia                    | 1  | 2  | 1½ | 1½ | 1½ | 2  | 1½ | 1  | ½  | 2  | 2  |    |  | 0  | 7 | 4 | 16½  |

## Az egyéni legjobb pontszerzők
Táblánként az első három legjobb százalékos arányt elérő versenyzőt díjazták éremmel az elődöntőben és a döntőben elért összesített eredményeik alapján. A magyarok közül Kluger Gyula a második tartalékok között egyéni bronzérmet szerzett.
| H. | Versenyző neve | Ország                    | Döntő | Pont | Játszmaszám | Százalék |
| -- | -------------- | ------------------------- | ----- | ---- | ----------- | -------- |
|    | Karl Robatsch  | Ausztria                  | B     | 13½  | 16          | 84,4     |
|    | Mihail Tal     | Szovjetunió               | A     | 11   | 15          | 73,3     |
|    | Bobby Fischer  | Amerikai Egyesült Államok | A     | 13   | 18          | 72,2     |
| H. | Versenyző neve         | Ország        | Döntő | Pont | Játszmaszám | Százalék |
| -- | ---------------------- | ------------- | ----- | ---- | ----------- | -------- |
|    | Mihail Botvinnik       | Szovjetunió   | A     | 10½  | 13          | 80,8     |
|    | Arinbjörn Guðmundsson  | Izland        | B     | 11½  | 16          | 71,9     |
|    | Arturo Pomar Salamanca | Spanyolország | B     | 8½   | 12          | 70,8     |
| H. | Versenyző neve | Ország                    | Döntő | Pont | Játszmaszám | Százalék |
| -- | -------------- | ------------------------- | ----- | ---- | ----------- | -------- |
|    | Paul Keres     | Szovjetunió               | A     | 10½  | 13          | 80,8     |
|    | Robert Byrne   | Amerikai Egyesült Államok | A     | 12   | 15          | 80       |
|    | Borislav Ivkov | Jugoszlávia               | C     | 12   | 16          | 75       |
| H. | Versenyző neve         | Ország      | Döntő | Pont | Játszmaszám | Százalék |
| -- | ---------------------- | ----------- | ----- | ---- | ----------- | -------- |
|    | Lhamsuren Myagmarsuren | Mongólia    | C     | 16½  | 20          | 82,5     |
|    | Tan Hoan Liong         | Indonézia   | C     | 16½  | 20          | 82,5     |
|    | Viktor Korcsnoj        | Szovjetunió | A     | 10½  | 13          | 80,8     |
| H. | Versenyző neve     | Ország      | Döntő | Pont | Játszmaszám | Százalék |
| -- | ------------------ | ----------- | ----- | ---- | ----------- | -------- |
|    | Vaszilij Szmiszlov | Szovjetunió | A     | 11½  | 13          | 88,5     |
|    | Mato Damjanović    | Jugoszlávia | A     | 7    | 10          | 70       |
|    | Samuel Schweber    | Argentína   | A     | 7    | 10          | 70       |
| H. | Versenyző neve    | Ország       | Döntő | Pont | Játszmaszám | Százalék |
| -- | ----------------- | ------------ | ----- | ---- | ----------- | -------- |
|    | Tigran Petroszján | Szovjetunió  | A     | 12   | 13          | 92,3     |
|    | Emanuel Guthi     | Izrael       | B     | 9    | 13          | 69,2     |
|    | Kluger Gyula      | Magyarország | A     | 6½   | 10          | 65       |

## A dobogón végzett csapatok tagjainak egyéni eredményei
| Szovjetunió - Mihail Tal (+8 −1 =6) - Mihail Botvinnik (+8 −0 =5) - Paul Keres (+8 −0 =5) - Viktor Korcsnoj (+8 −0 =5) - Vaszilij Szmiszlov (+10 −0 =3) - Tigran Petroszján (+11 −0 =2) | Amerikai Egyesült Államok - Bobby Fischer (+10 -2 =6) - William James Lombardy (+8 −2 =7) - Robert Byrne (+9 −0 =6) - Arthur Bernard Bisguier (+9 −2 =5) - Nicolas Rossolimo (+2 −1 =3) - Raymond Weinstein (+6 −1 =1) | Jugoszlávia - Svetozar Gligorić (+7 −0 =10) - Alekszandar Matanović (+6 −2 =9) - Borislav Ivkov (+9 −1 =6) - Mario Bertok (+5 −3 =5) - Mato Damjanović (+6 −2 =2) - Milan Vukćević (+2 −1 =4) |

## A magyar versenyzők eredményei
| Forduló                            | Ellenfél                           | Szabó László      | Szabó László | Portisch Lajos   | Portisch Lajos | Barcza Gedeon    | Barcza Gedeon | Bilek István | Bilek István | Lengyel Levente | Lengyel Levente | Kluger Gyula      | Kluger Gyula | Pont |
| ---------------------------------- | ---------------------------------- | ----------------- | ------------ | ---------------- | -------------- | ---------------- | ------------- | ------------ | ------------ | --------------- | --------------- | ----------------- | ------------ | ---- |
| Elődöntő (3. csoport)              |                                    |                   |              |                  |                |                  |               |              |              |                 |                 |                   |              |      |
| 1                                  | Bolívia                            | Humerez           | 1            |                  |                | Zubieta Villegas | 1             | Mendivil     | 1            |                 |                 | Salazar           | 1            | 4    |
| 2                                  | Dánia                              |                   |              | Nielsen          | ½              |                  |               | Kølvig       | 1            | Holm            | 0               | Jensen            | 1            | 2½   |
| 3                                  | Anglia                             | Penrose           | 1            |                  |                | Golombek         | 1             | Clarke       | 0            |                 |                 | Haygarth          | ½            | 2½   |
| 4                                  | Csehszlovákia                      |                   |              | Pachman          | ½              |                  |               | Fichtl       | ½            | Hort            | ½               | Ujtelky           | ½            | 2    |
| 5                                  | Izland                             | Guðmundsson       | ½            | Magnússon        | 1              | Sólmundarsson    | 1             | Lárusson     | 1            |                 |                 |                   |              | 3½   |
| 6                                  | Tunézia                            | Belkadi           | ½            | Lagha            | 1              | Kahia            | 1             | Ben Cheik    | ½            |                 |                 |                   |              | 3    |
| 7                                  | Görögország                        | Anastasopoulos    | 1            | Aggos            | 1              |                  |               |              |              | Papapostolou    | 1               | Paidousis         | ½            | 3½   |
| 8                                  | Mongólia                           | Namzhil           | 1            | Momo             | 1              | Chalkhasuren     | 1             | Myagmarsuren | 0            |                 |                 |                   |              | 3    |
| 9                                  | Svédország                         | Ståhlberg         | 1            | Lundin           | ½              | Johansson        | ½             |              |              | Nilsson         | 1               |                   |              | 3    |
| „A” döntő                          |                                    |                   |              |                  |                |                  |               |              |              |                 |                 |                   |              |      |
| 1                                  | Anglia                             | Penrose           | 1            | Clarke           | 0              | Haygarth         | 1             | Barden       | ½            |                 |                 |                   |              | 2½   |
| 2                                  | Bulgária                           |                   |              |                  |                | Bobotsov         | ½             | Neikirch     | ½            | Kolarov         | ½               | Milev             | ½            | 2    |
| 3                                  | Jugoszlávia                        | Svetozar Gligorić | 0            | Matanović        | ½              | Ivkov            | 0             |              |              | Damjanović      | 1               |                   |              | 1½   |
| 4                                  | Szovjetunió                        | Mihail Tal        | 0            | Mihail Botvinnik | ½              |                  |               | Paul Keres   | 0            |                 |                 | Tigran Petroszján | 0            | ½    |
| 5                                  | Hollandia                          | Max Euwe          | ½            | Donner           | 1              | Prins            | ½             |              |              | Kramer          | ½               |                   |              | 2½   |
| 6                                  | Amerikai Egyesült Államok          | Bobby Fischer     | 0            | Lombardy         | 0              | Rossolimo        | 1             | Weinstein    | ½            |                 |                 |                   |              | 1½   |
| 7                                  | Argentína                          | Miguel Najdorf    | 0            | Erich Eliskases  | 1              | Bazán            | 1             |              |              | Schweber        | 0               |                   |              | 2    |
| 8                                  | NSZK                               |                   |              | Schmid           | 1              | Darga            | ½             | Lehmann      | 1            |                 |                 | Pfeiffer          | 1            | 3½   |
| 9                                  | Csehszlovákia                      | Pachman           | 0            | Filip            | ½              | Fichtl           | 0             | Kozma        | 1            |                 |                 |                   |              | 1½   |
| 10                                 | NDK                                |                   |              | Uhlmann          | ½              | Pietzsch         | 1             | Dittmann     | ½            |                 |                 | Fuchs             | ½            | 2½   |
| 11                                 | Románia                            |                   |              | Ghiţescu         | ½              | Drimer           | ½             | Radovici     | 1            |                 |                 | Mititelu          | ½            | 2½   |
| Szerzett pontszám (Játszmák száma) | Szerzett pontszám (Játszmák száma) | 7½ (14)           | 7½ (14)      | 11 (17)          | 11 (17)        | 11 (16)          | 11 (16)       | 9 (15)       | 9 (15)       | 4½ (8)          | 4½ (8)          | 6½ (10)           | 6½ (10)      |      |